# Tadeusz Jędrzejewski (1921–1992)
Tadeusz Jędrzejewski (ur. 2 października 1921 w Warszawie, zm. 14 października 1992 tamże) – powstaniec warszawski, działacz konspiracyjnej Kadry Polski Niepodległej i AK, podporucznik, dziennikarz, działacz społeczny okresu PRL.

## Życiorys

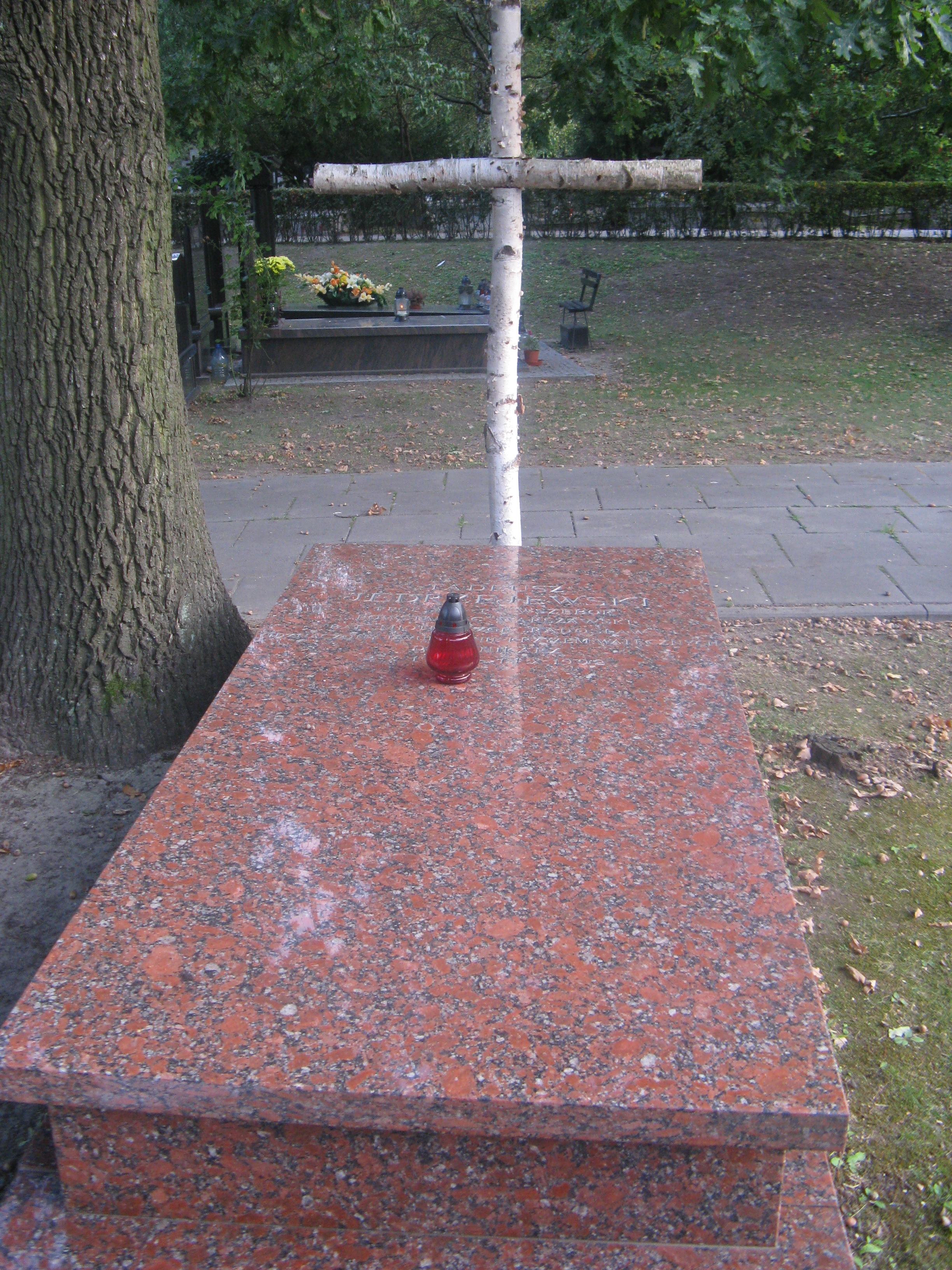
Grób Tadeusza Jędrzejewskiego

Urodził się w 1921, syn Stanisława i Bronisławy z domu Szeliga. Uzyskał małą maturę w Gimnazjum im. Adama Mickiewicza. Od 1936 w Związku Harcerstwa Polskiego, w 1939 drużynowy 99. Warszawskiej Drużyny Harcerzy. W czasie kampanii wrześniowej ochotnik, walczył w szeregach III batalionu 32 pułku piechoty, ranny w walkach w okolicach Działdowa. Działał w podziemnym harcerstwie, w 1940 związał się z podziemną Zadrugą, która znalazła się w strukturach Kadry Polski Niepodległej (grupy związanej ze „Zrywem”). Wszedł do redakcji „Zrywu” i pisma KPN „Kadra”, przewodził też organizacji młodzieżowej związanej z KPN. Przyjął imię „Wszebor”, które było też jego pseudonimem w AK.
W okresie od 1941 do października 1943 pracował jako magazynier w hurtowni warzyw, jako pracownik wykradał z niej zamówienia i uczestniczył w antyhitlerowskim sabotażu. W 1943 KPN została włączona w struktury Armii Krajowej, Jędrzejewski kontynuował działalność w podziemiu, prowadził skup broni, dokonywał akcji sabotażowych, był odpowiedzialny za kolportaż prasy. W lecie tego samego roku ukończył Szkołę Podchorążych Rezerwy Piechoty. Od jesieni w partyzantce do lutego 1944 walczył w oddziale w rejonie Łuków-Siedlce. Następnie wrócił do stolicy gdzie przystąpił do oddziału Kedywu KG AK. Wziął udział w powstaniu warszawskim. Uczestniczył w walkach na Woli, Starym Mieście, Śródmieściu Południowym. Dowodził obroną Pałacyku Branickich. Brał udział w "desancie kanałowym" na plac Bankowy. Został awansowany do stopnia podporucznika. Po upadku powstania trafił do niewoli niemieckiej.
Po wyzwoleniu Polski wrócił do ojczyzny, przyjeżdżając do Bydgoszczy, związał się ze środowiskiem Antoniego Wacyka. Od 1946 w redakcji Ilustrowanego Kuriera Codziennego w tym sam roku zamieszkał w Poznaniu. Następnie w redakcji „Zrywu” będącym kontynuacją podziemnej gazety z okresu okupacji. „Zryw" kontynuował narodową linię programową, Jędrzejewski krytykował w nim marksizm, podkreślał rolę sojuszu z ZSRR jako będącego w interesie Polski. Po likwidacji pisma pracował w poznańskim Wojewódzkim Urzędzie Kontroli Prasy. Rozpoczął studia na Wydziale Humanistycznym Uniwersytetu Adama Mickiewicza a następnie na Wydziale Filozoficznym Uniwersytetu Warszawskiego. Pod koniec 1947 roku przystąpił do PPR, następnie do PZPR, z której wystąpił w 1981 roku. Od 1950 do 1960 pracownik Agencji Publicystyczno-Informacyjnej. W latach 60., 70. i na początku 80. pracownik Polskiego Radia w redakcji programu „Głos Mazowsza”. W pracy zawodowej skupiał się na zagadnieniach przemysłu, unikając tematów i wypowiedzi ideologicznych.
W 1981 roku odszedł na emeryturę, autor nie wydanej pracy „Kulturowe wyznaczniki osobowości”. Działał w środowisku kombatanckim, członek Społecznego Komitetu Budowy Pomnika Bohaterów Powstania Warszawskiego 1944. We wrześniu 1981 roku przystąpił do Solidarności, na forum PZPR w której działał skrytykował jej władze.
Zmarł w Warszawie w 1992 roku. Został pochowany na Cmentarzu Wojskowym na Powązkach (kwatera HIII-7-23).
Mąż Haliny, sanitariuszki w czasie powstania warszawskiego (ur. 1926) i ojciec Danuty (ur. 1952).

## Odznaczenia
- Krzyż Kawalerski Orderu Odrodzenia Polski
- Krzyż Walecznych – dwukrotnie
- Medal Wojska
- Krzyż Armii Krajowej
- Warszawski Krzyż Powstańczy
- Krzyż Partyzancki
- Odznaka pamiątkowa Zgrupowania „Radosław”